# Ulica Jateczna w Lublinie

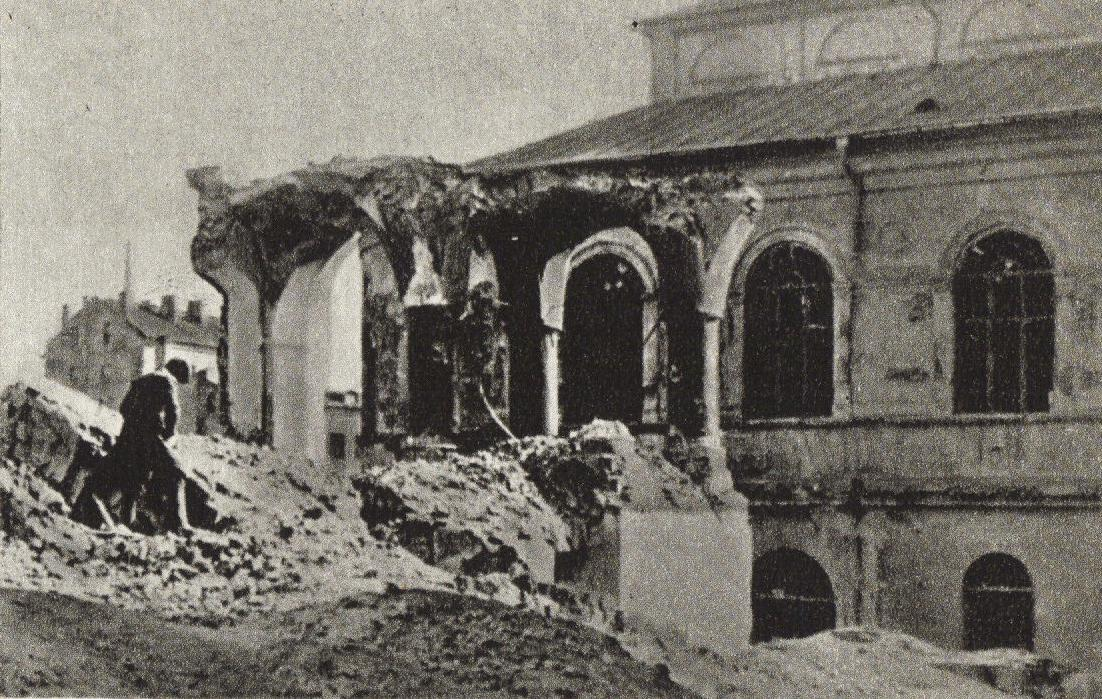
Burzenie dzielnicy żydowskiej w Lublinie przez hitlerowców w latach 1942–1943. Na pierwszym planie resztki bimy w sali modlitewnej przy ul. Jatecznej, w głębi bóżnica Maharszala

Ulica Jateczna w Lublinie – wytyczona w XVI wieku, a zniszczona przez nazistów w czasie II wojny światowej jedna z głównych ulic lubelskiej dzielnicy żydowskiej. Miała układ równoleżnikowy. Od zachodu dochodziła do ul. Szerokiej, a po stronie wschodniej dochodziła do drewnianego mostku na Czechówce.
Teren ulicy Jatecznej kupił Izaak Maj od wojewody lubelskiego Andrzeja Tęczyńskiego. W 1567 zbudowano tam pierwszą jesziwę w Lublinie (której kontynuatorką była XX-wieczna Jeszywas Chachmej Lublin) oraz synagogę Maharszala (zwaną Wielką). Przy Wielkiej Synagodze powstał kompleks synagogalny (synagoga Maharama, synagoga Szywe Kryjem i Talmud Tora). Tam też zbierał się Sejm Czterech Ziem.
Później przy Jatecznej powstawały jatki, w których dokonywano szechity. Budynki te dwukrotnie strawiły pożary: w 1656 oraz w 1856. Ostatecznie nieużytkowane od 1891 roku jatki rozebrano w połowie kwietnia 1895 roku.
Pierwotnie, w Polsce przedrozbiorowej, przy tej ulicy mieszkali najbogatsi Żydzi lubelscy. Później (w XIX w.) jej ranga spadła. Zaczęto tam sprzedawać alkohol dla uboższej klienteli. Ulica zachowała jednak funkcję religijnego centrum dzielnicy żydowskiej.
Po II wojnie światowej jedynym śladem Jatecznej jest tablica pamiątkowa umieszczona przy ruinach tzw. baszty żydowskiej po północnej stronie Wzgórza Zamkowego.